# 普里奧澤爾涅 (普里盧基區)
50°37′9″N 32°7′7″E / 50.61917°N 32.11861°E
普里奧澤爾涅（烏克蘭語：Приозерне），是烏克蘭的村落，位於該國北部切爾尼戈夫州，由普里盧基區負責管轄，始建於1700年，面積0.27平方公里，海拔高度128米，2001年人口10，人口密度每平方公里36.6人。